# Axel Lindskog

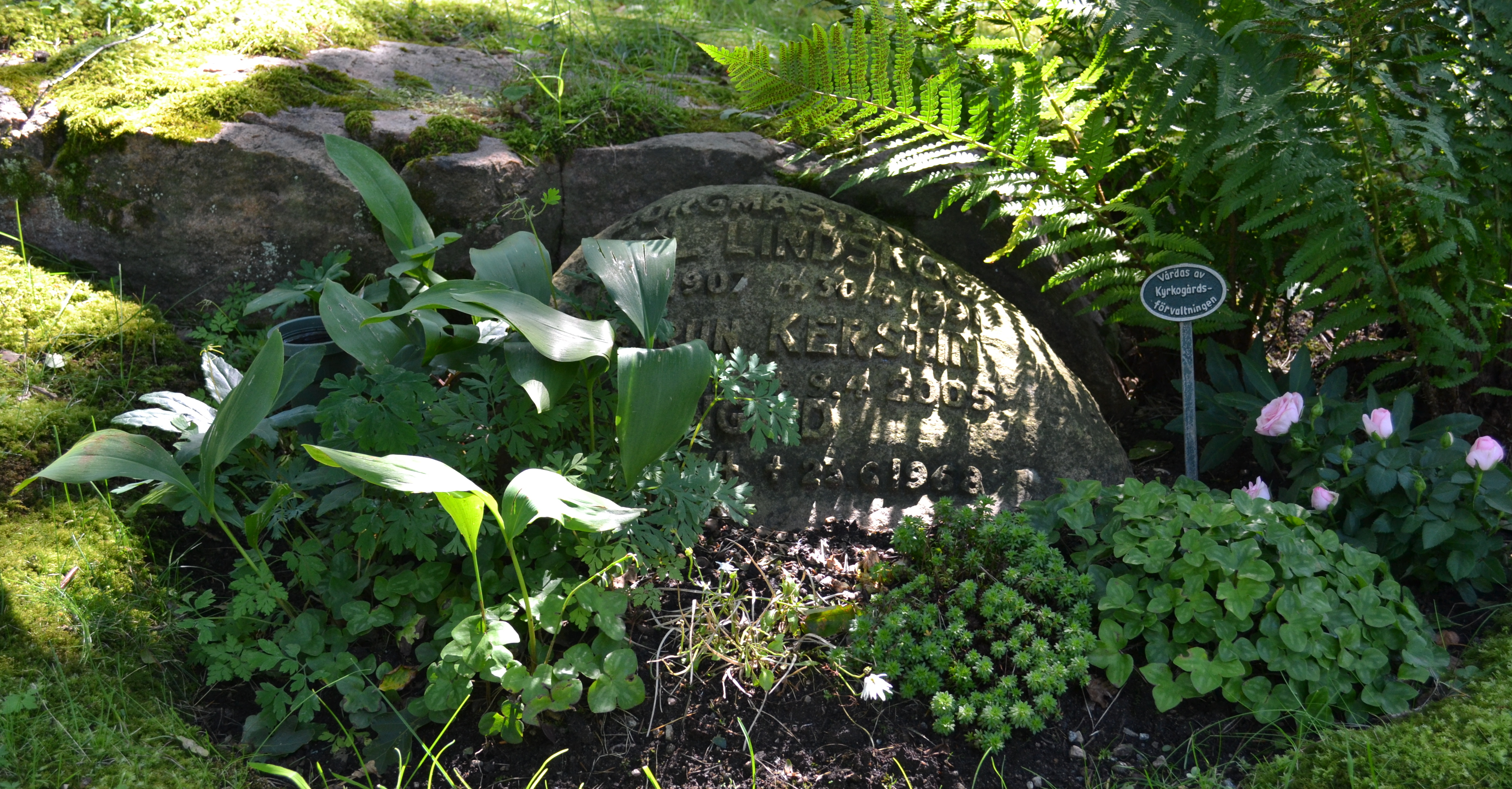
Axel Lindskogs grav på S:t Jörgens kyrkogård i Varberg.

Axel Lindskog, född 31 augusti 1907 i Lund, död 30 april 1991 i Varberg, var Varbergs stads siste borgmästare 1944–1970. 
Lindskog var son till professor Claes Lindskog (1870–1954) och Hilma Scholander (1881–1963), samt bror till bankdirektören Claes Lindskog och redaktören Gösta Lindskog. Han avlade studentexamen i Lund 1926, påbörjade därefter sina juridikstudier vid Lunds universitet och avlade juris kandidatexamen 1931. Han var ordförande i juridiska föreningen i Lund 1932–1934 och blev vice ordförande i Lunds studentkår 1931. Lindskog hade utredningsuppdrag i justitiedepartementet 1935–1941 och 1959–1960 samt blev assessor i Göta hovrätt 1940.
Axel Lindskog var Varbergs siste borgmästare 1944–1970 och därefter lagman i Varbergs tingsrätt 1971–1974. Han hade även en rad andra uppdrag, som ordförande för Varbergs Sparbank 1946–1977, landstingsman i Hallands län 1951–1954, ledamot i direktionen för Kustsanatoriet Apelviken 1961–1976 och i utskrivningsnämnden i Hallands län 1974–1977. Han var guvernör i Rotary International 1977–1978.
Lindskog gifte sig 1939 med Kerstin Magnusson (1912–2005), dotter till skatteuppbördsmannen Albin Magnusson och Tora Stenberg.